# 庆丰水库 (蛟河)
庆丰水库是中国吉林省吉林市蛟河市境内的一座水库，位于团山子河上，建于1978年。水库正常库容为700万立方米，集雨面积为69平方千米，海拔为322.75米。